# Banyumas

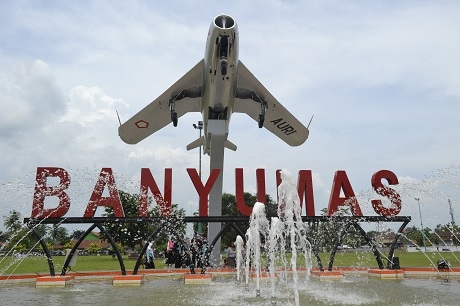
Dach des Regierungsgebäudes

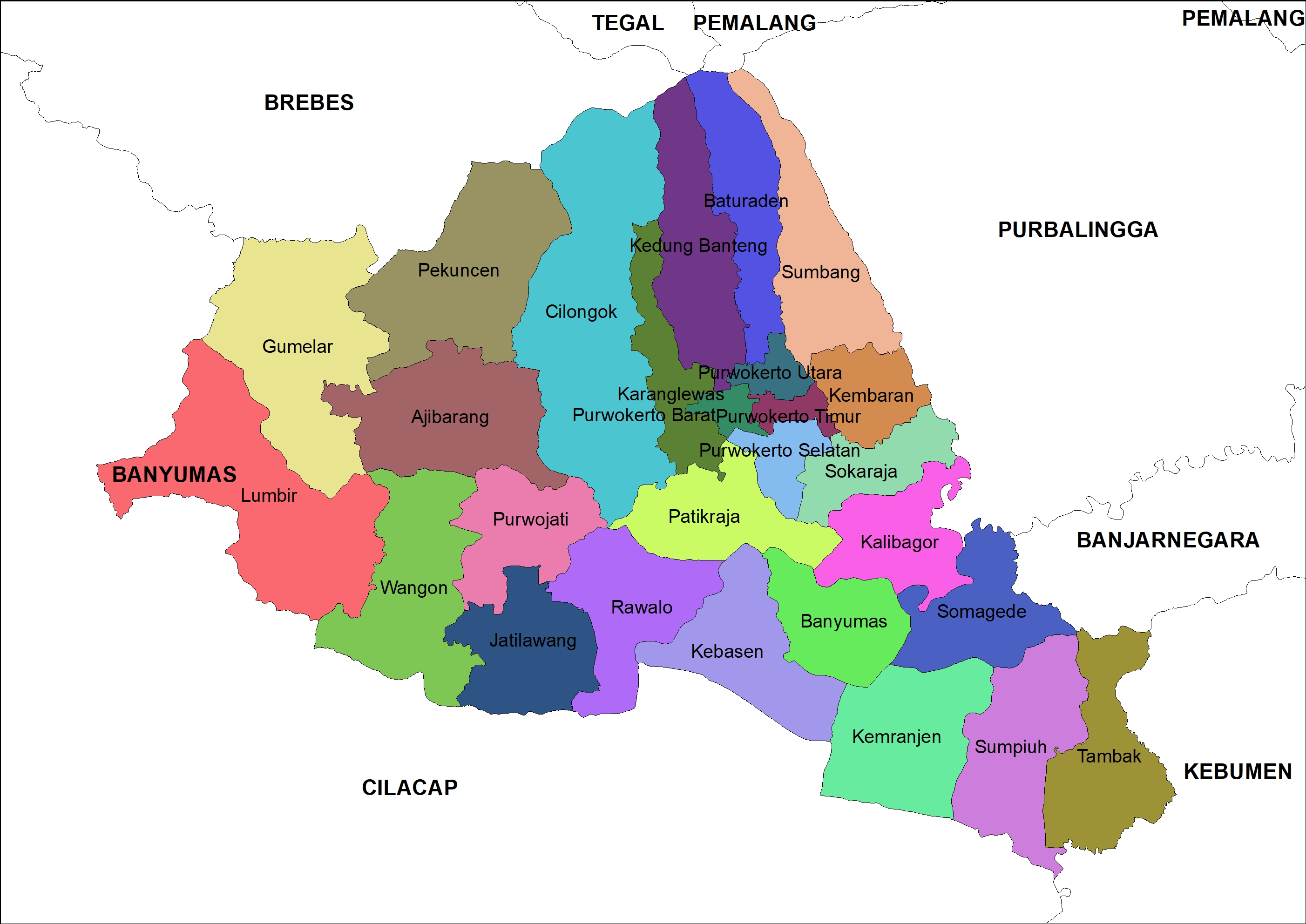
Benannte Kecamatan

Banyumas (Javanisch: ꦧꦚꦸꦩꦱ꧀) ist ein indonesischer Regierungsbezirk (Kabupaten) in der Provinz Jawa Tengah, im Zentrum der Insel Java. Mitte 2022 leben hier etwa 1,83 Millionen Menschen. Hauptstadt und Regierungssitz des Verwaltungsdistrikts ist die Stadt Purwokerto, etwa 140 Kilometer Luftlinie in südöstlicher Richtung.
Der Begriff Banyumasan wird auch als Adjektiv verwendet, das sich auf die Kultur, die Sprache und die Menschen im weiteren Umkreis von Banyumas bezieht, was dem Territorium des Regierungsbezirk Banyumas vor der Unabhängigkeit entspricht. Die Sprache Banyumasan ist austronesischen Ursprungs und wird in der Regel als ein Dialekt des Javanischen angesehen.

## Geografie

### Lage
Der im Westen der Provinz gelegene Kabupaten erstreckt sich zwischen sowie zwischen 7°15′05″ und 7°37′10″ s. Br. sowie zwischen 108°39′17″ und 109°27′15″ ö. L. Er grenzt im Nordwesten an den Kabupaten Brebes, im Nordosten an Purbalingga, im Südosten an Banjarnegara und Kebumen sowie im Süden und Westen an Cilcacap. Das Meer (Indischer Ozean) ist sieben Kilometer (Luftlinie) entfernt.

## Verwaltungsgliederung
Der Regierungsbezirk wird administrativ in 27 Kecamatan (Distrikte) unterteilt. Eine weitere Unterteilung erfolgt in 484 Dörfer (davon 15 Kelurahan mit urbanem Charakter).
| Code 1   | Kecamatan Distrikt   | Ibu Kota Verwaltungssitz | Fläche (km²) | Einwohner Census 2010 2 | Volkszählung 2020 | Volkszählung 2020 | Volkszählung 2020 | Anzahl der | Anzahl der |
| Code 1   | Kecamatan Distrikt   | Ibu Kota Verwaltungssitz | Fläche (km²) | Einwohner Census 2010 2 | Einwohner 3       | 0Dichte 40        | Sex Ratio 5       | Desa 6     | Kel. 7     |
| -------- | -------------------- | ------------------------ | ------------ | ----------------------- | ----------------- | ----------------- | ----------------- | ---------- | ---------- |
| 33.02.01 | Lumbir               | Lumbir                   | 102,66       | 43.330                  | 49.870            | 485,8             | 101,8             | 10         | –          |
| 33.02.02 | Wangon               | Wangon                   | 60,78        | 73.048                  | 83.695            | 1.377,0           | 102,1             | 12         | –          |
| 33.02.03 | Jatilawang           | Tunjung                  | 48,16        | 57.052                  | 66.431            | 1.379,4           | 101,5             | 11         | –          |
| 33.02.04 | Rawalo               | Rawalo                   | 49,64        | 45.268                  | 52.847            | 1.064,6           | 102,0             | 9          | –          |
| 33.02.05 | Kebasen              | Gambarsari               | 54,00        | 55.746                  | 67.140            | 1.243,3           | 102,6             | 12         | –          |
| 33.02.06 | Kemranjen            | Kecila                   | 60,71        | 62.385                  | 72.383            | 1.192,3           | 102,9             | 15         | –          |
| 33.02.07 | Sumpiuh              | Kebokura                 | 60,01        | 49.790                  | 57.717            | 961,8             | 102,1             | 11         | 3          |
| 33.02.08 | Tambak               | Kamulyan                 | 52,03        | 41.913                  | 50.158            | 964,0             | 100,5             | 12         | –          |
| 33.02.09 | Somagede             | Somagede                 | 40,11        | 31.827                  | 37.540            | 935,9             | 99,6              | 9          | –          |
| 33.02.10 | Kalibagor            | Kalibagor                | 35,73        | 45.956                  | 56.800            | 1.589,7           | 101,7             | 12         | –          |
| 33.02.11 | Banyumas             | Sudagaran                | 38,09        | 45.617                  | 52.878            | 1.388,2           | 100,1             | 12         | –          |
| 33.02.12 | Patikraja            | Notog                    | 43,23        | 50.357                  | 60.637            | 1.402,7           | 100,2             | 13         | –          |
| 33.02.13 | Purwojati            | Purwojati                | 37,86        | 30.804                  | 36.981            | 976,8             | 101,4             | 10         | –          |
| 33.02.14 | Ajibarang            | Ajibarang Kulon          | 66,50        | 89.899                  | 102.326           | 1.538,7           | 102,9             | 15         | –          |
| 33.02.15 | Gumelar              | Gumelar                  | 93,95        | 45.154                  | 53.349            | 567,8             | 102,6             | 10         | –          |
| 33.02.16 | Pekuncen             | Banjaranyar              | 92,70        | 64.424                  | 75.576            | 815,3             | 102,7             | 16         | –          |
| 33.02.17 | Cilongok             | Pernasidi                | 105,34       | 108.852                 | 124.684           | 1.183,6           | 102,8             | 20         | –          |
| 33.02.18 | Karanglewas          | Karangkemiri             | 32,50        | 57.195                  | 67.269            | 2.069,8           | 102,9             | 13         | –          |
| 33.02.19 | Sokaraja             | Sokaraja Kulon           | 29,92        | 76.903                  | 89.184            | 2.980,8           | 100,4             | 18         | –          |
| 33.02.20 | Kembaran             | Kembaran                 | 25,92        | 72.148                  | 81.737            | 3.153,4           | 102,6             | 16         | –          |
| 33.02.21 | Sumbang              | Sumbang                  | 53,42        | 74.638                  | 93.160            | 1.743,9           | 102,6             | 19         | –          |
| 33.02.22 | Baturraden           | Rempoah                  | 45,53        | 47.152                  | 53.514            | 1.175,4           | 100,9             | 12         | –          |
| 33.02.23 | Kedungbanteng        | Kedungbanteng            | 60,22        | 51.118                  | 61.771            | 1.025,8           | 101,8             | 14         | –          |
| 33.02.24 | Purwokerto Selatan00 | Karangklesem             | 13,75        | 70.519                  | 72.304            | 5.258,5           | 99,4              | –          | 7          |
| 33.02.25 | Purwokerto Barat     | Rejasari                 | 7,40         | 49.083                  | 52.802            | 7.135,4           | 98,1              | –          | 7          |
| 33.02.26 | Purwokerto Timur     | Purwokerto Wetan0        | 8,42         | 57.112                  | 54.585            | 6.482,8           | 97,2              | –          | 6          |
| 33.02.27 | Purwokerto Utara     | Bancarkembar             | 9,01         | 57.237                  | 49.580            | 5.502,8           | 96,8              | –          | 7          |
| 33.02    | Kab. Banyumas        | Purwokerto *             | 1.327,59     | 1.554.527               | 1.776.918         | 1.338,5           | 101,4             | 301        | 30         |

* Die vier Kecamatan von Purwokerto sind nach Himmelsrichtungen benannt: Selatan – Süden, Barat – Westen, Timur– Osten, Utara – Norden.

## Demographie
Zur Volkszählung im September 2020 lebten im Kabupaten Banyumas 1.776.918 Menschen, davon 882.223  Frauen (49,65 %) und 894.695 Männer. Gegenüber dem letzten Census (2010) sank der Frauenanteil um 0,29 Prozent. 68,95 % (1.225.244) gehörten 2020 zur erwerbsfähigen Bevölkerung; 22,40 % waren Kinder (bis 14 Jahre) und 8,65 % waren im Rentenalter (ab 65 Jahren).
Mitte 2022 bekannten sich 98,43 Prozent der Einwohner zum Islam, Christen waren mit 1,44 % (15.701 ev.-luth. / 10.667 röm.-kath.) vertreten, 0,10 % waren Buddhisten und 0,02 % Hindus. Zur gleichen Zeit waren von der Gesamtbevölkerung 40,89 % ledig; 52,14 % verheiratet; 2,44 % geschieden und 4,52 % verwitwet.

### Bevölkerungsentwicklung
| SP/SUPAS      | 1971         | 1980         | 1990         | 1995         | 2000         | 2005         | 2010         | 2015         | 2020         |
| ------------- | ------------ | ------------ | ------------ | ------------ | ------------ | ------------ | ------------ | ------------ | ------------ |
| Kab. Banyumas | 1.043.153    | 1.225.471    | 1.348.825    | 1.380.146    | 1.460.324    | 1.480.575    | 1.554.527    | 1.634.626    | 1.776.918    |
| Anteil in %   | 4,77 %       | 4,83 %       | 4,73 %       | 4,42 %       | 4,92 %       | 4,57 %       | 4,26 %       | 4,84 %       | 4,84 %       |
| Jawa Tengah   | .21.877.081. | .25.372.889. | .28.521.692. | .31.223.258. | .29.653.266. | .32.382.657. | .36.516.035. | .33.753.023. | .36.742.501. |

| Rang unter den 29 Kabupaten der Provinz (06/2022) | Rang unter den 29 Kabupaten der Provinz (06/2022) |
| ------------------------------------------------- | ------------------------------------------------- |
| Fläche                                            | 00007                                             |
| Einwohnerzahl                                     | 00003                                             |
| Dichte                                            | 00006                                             |

- Bevölkerungsentwicklung des Kabupaten Banyumas von 1971 bis 2020
- Ergebnisse der Volkszählungen Nr. 3 bis 8 – Sensus Penduduk (SP)
- Ergebnisse von drei intercensalen Bevölkerungsübersichten (1995, 2005, 2015) – Survei Penduduk Antar Sensus (SUPAS)[7]